# Reserva Nacional dels Rius Yukon-Charley
La Reserva Nacional dels Rius Yukon-Charley (Yukon-Charley Rivers National Preserve) se situa al centre-est d'Alaska al llarg de la frontera amb Canadà. Abasta 185 dels 3.000 quilòmetres del riu Yukon i tota la conca del riu Charley. El riu Yukon va proveir un mitjà d'accés a la regió al canvi del segle xix al xx durant la febre de l'or. Dragues d'or van recuperar quantitats considerables d'or al·luvial dels rierols de la zona.
Avui en dia la reserva inclou part de la ruta de la carrera anual de múixing Yukon Quest que té lloc cada mes de febrer. Durant l'estiu és popular el ràfting als rius Yukon i Charley. La zona està encara enterament sense camins i només es pot accedir a través de l'aire o l'aigua.